# Татьяновский
Татьяновский — железнодорожный остановочный пункт в Марьяновском районе Омской области России. Входит в состав Пикетинского сельского поселения.

## История
Основан в 1894 году. В 1928 г. состоял из 9 хозяйств, основное население — русские. В составе Старо-Курганского сельсовета Любинского района Омского округа Сибирского края.
В соответствии с Законом Омской области от 30 июля 2004 года № 548-ОЗ «О границах и статусе муниципальных образований Омской области» Татьяновский вошёл в состав образованного муниципального образования «Пикетинское сельское поселение».

## География
Находится на юго-западе центральной части региона, в пределах Ишимской равнины, являющейся частью Западно-Сибирской равнины.

## Население
| 2010 |
| ---- |
| 11   |

## Инфраструктура
Железнодорожный остановочный пункт.

## Транспорт
Автомобильный и железнодорожный транспорт.
Просёлочные дороги.